# Kamabai
Kamabai es una pequeña localidad en el distrito de Bombali en la provincia del Norte de Sierra Leona, con una población de aproximadamente 4000 habitantes en un radio de 7 kilómetros (incluidos los pueblos de Kagbumbo, Bonaia, Manlokoko, Kawere, Masasa, Makombon, Matunko, Mateli, Mabunko, Karim, Mankorokoro, Kamaron y Katanta). La ciudad está a unos 41 kilómetros al noreste de Makeni. La ciudad tiene varias escuelas secundarias, incluida la escuela secundaria Kamabai, que es una de las más grandes del norte de Sierra Leona, un hospital público y una discoteca. 
La ciudad está en gran parte poblada por el pueblo limba que son descendientes de la cultura Biriwa. Otros grupos étnicos minoritarios significativos en la ciudad incluyen los mandingo, fulani y temne. El idioma limba junto con el idioma krio se hablan ampliamente. 
Kamabai es el lugar de nacimiento de Almamy Suluku, quien fue uno de los gobernantes más poderosos de Sierra Leona durante la era colonial. La ciudad es también el lugar de nacimiento de la madre del presidente de Sierra Leona, Ernest Bai Koroma, Alice Evelyn Sesay, quien se casó con un koroma en Makeni. Fue criada en la ciudad de Kamabai y luego se mudó a Makeni, donde dio a luz al que luego fue presidente del país. 

## Abrigo de Kamabai

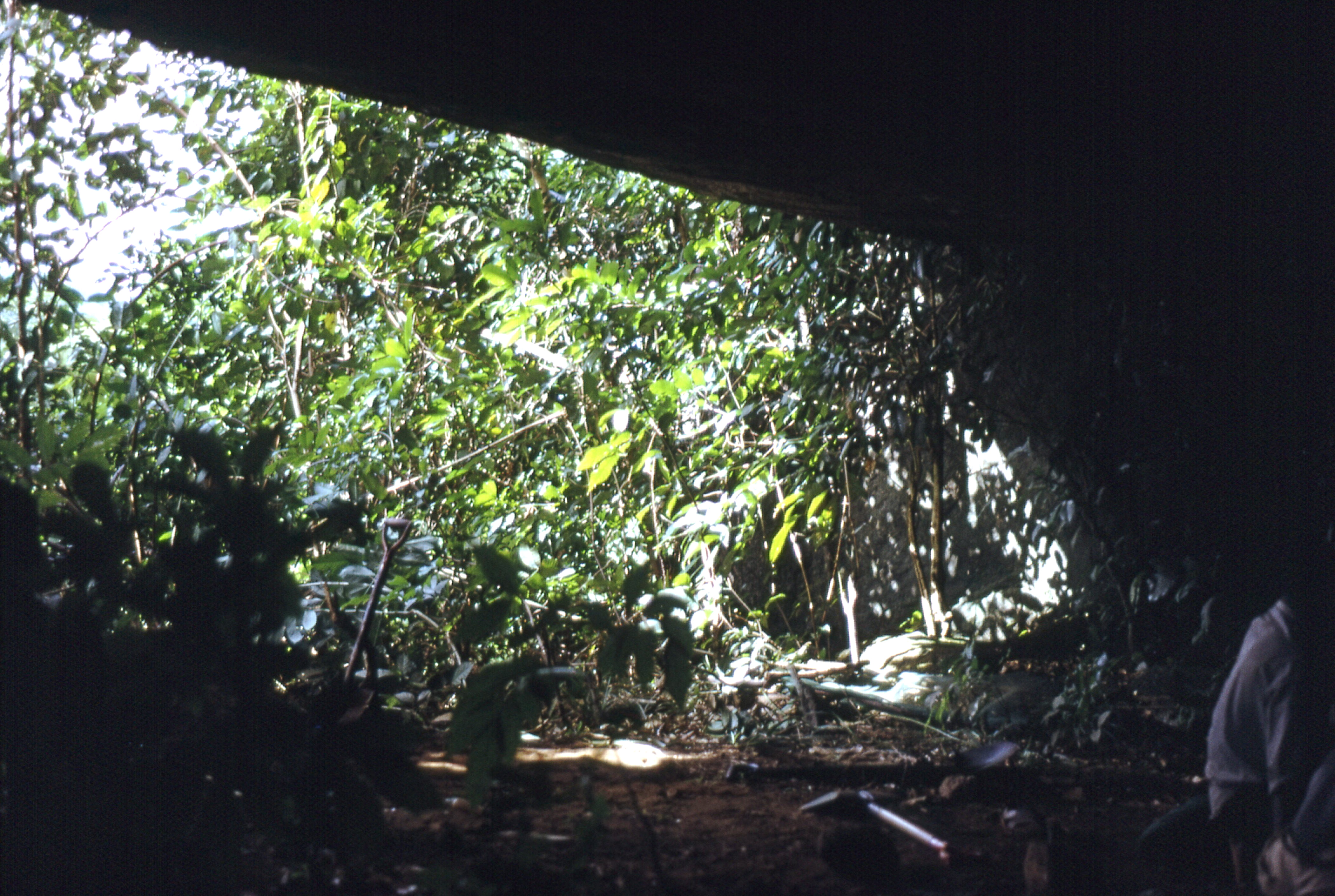
Abrigo rocoso, vista desde el interior

El abrigo de Kamabai ha proporcionado a los estudiosos herramientas de piedra prehistóricas, tales como microlitos y cerámica. Usados por los habitantes de la Edad de Piedra superior y el Neolítico, en lo que era el límite entre la sabana y el bosque.